# Dlabolaiana detektata
Dlabolaiana detektata är en insektsart som beskrevs av Irena Dworakowska 1974. Dlabolaiana detektata ingår i släktet Dlabolaiana och familjen dvärgstritar.
Artens utbredningsområde är Kongo. Inga underarter finns listade i Catalogue of Life.